# Atarba viridicolor
Atarba viridicolor là một loài ruồi trong họ Limoniidae. Chúng phân bố ở miền Australasia.